# 9536 Statler
9536 Statler è un asteroide della fascia principale. Scoperto nel 1981, presenta un'orbita caratterizzata da un semiasse maggiore pari a 2,6587242 UA e da un'eccentricità di 0,1126009, inclinata di 13,47632° rispetto all'eclittica.